# Penaeidae
Penaeidae is een familie van kreeftachtigen uit de klasse van de Malacostraca (hogere kreeftachtigen).
De familie bevat veel soorten die bevist en in aquacultuur gekweekt worden voor menselijke consumptie, onder meer Fenneropenaeus indicus, Litopenaeus setiferus, Litopenaeus vannamei en Penaeus monodon (grote tijgergarnaal).

## Geslachten
- Alcockpenaeopsis Sakai & Shinomiya, 2011
- Arafurapenaeopsis Sakai & Shinomiya, 2011
- Artemesia Spence Bate, 1888
- Atypopenaeus Alcock, 1905
- Batepenaeopsis Sakai & Shinomiya, 2011
- Farfantepenaeus Burukovsky, 1997
- Funchalia Johnson, 1868
- Ganjampenaeopsis Sakai & Shinomiya, 2011
- Heteropenaeus de Man, 1896
- Holthuispenaeopsis Sakai & Shinomiya, 2011
- Kishinouyepenaeopsis Sakai & Shinomiya, 2011
- Macropetasma Stebbing, 1914
- Megokris Pérez Farfante & Kensley, 1997
- Metapenaeopsis Bouvier, 1905
- Metapenaeus Wood-Mason in Wood-Mason & Alcock, 1891
- Metapeneus
- Mierspenaeopsis Sakai & Shinomiya, 2011
- Parapenaeopsis Alcock, 1901
- Parapenaeus Smith, 1885
- Pelagopenaeus Pérez Farfante & Kensley, 1997
- Penaeopsis Spence Bate, 1881
- Penaeus Fabricius, 1798
- Peneopsis
- Protrachypene Burkenroad, 1934
- Rimapenaeus Pérez Farfante & Kensley, 1997
- Sycionia
- Tanypenaeus Pérez Farfante, 1972
- Trachypenaeopsis Burkenroad, 1934
- Trachypenaeus Alcock, 1901
- Trachypeneus
- Trachysalambria Burkenroad, 1934
- Xiphopenaeus Smith, 1869